# Star Theory Games
Star Theory Games (до 2019 года Uber Entertainment) — американская компания по разработке компьютерных игр. Работники компании ранее участвовали в разработке Total Annihilation, Supreme Commander, Command and Conquer и Demigod.

## Игры
В 2010 году компания выпустила свою первую игру, Monday Night Combat, получившую хорошие оценки критиков. Вышла в Steam 24 января 2011 года. В 2012 году вышел сиквел Monday Night Combat под названием Super Monday Night Combat.
В сентябре 2012 года на Kickstarter стартовала краудфандинговая кампания для стратегии в реальном времени Planetary Annihilation. За месяц игра собрала $ 2,23 млн.
19 августа 2019 года была анонсировано продолжение Kerbal Space Program — Kerbal Space Program 2. Студия Squad доверила её создание этой компании. Игра вышла в раннем доступе на ПК 24 февраля 2023 года.
Компания также разрабатывала мобильные игры Outland Games и Toy Rush.